# Contemporary Image Collective
La Contemporary Image Collective è un'organizzazione indipendente senza scopo di lucro fondata a Il Cairo nel 2004.

## Attività
La CIC ha iniziato la sua attività come iniziativa indipendente e gestita da artisti, ma per ragioni pragmatiche ha rapidamente trasformato la sua struttura in una convenzionale più stabile, che meglio si adattasse alle esigenze dei membri fondatori. 

La programmazione della CIC comprende una serie di iniziative educative volte allo sviluppo della pratica artistica, l'impegno sociale, e la proposizione di dibattiti costruttivi. Nel corso degli anni la CIC ha cercato di coinvolgere una vasta gamma di produttori culturali locali e internazionali, nel tentativo di incrementare e migliorare la produzione artistica locale. L'obiettivo della CIC è quello di esplorare, interrogare e rispondere alle esigenze artistiche locali e internazionali.

Fin dalla sua fondazione, da parte di alcuni artisti e fotografi che oggi compongono il suo comitato scientifico, la CIC rivolge un particolare interesse per l'immagine fotografica.

La programmazione per l'arte contemporanea mira allo sviluppo di contesti critici attraverso una costellazione di mostre, residenze, progetti speciali, eventi discorsivi, pubblicazioni e attività didattiche. Anche la pratica curatoriale è una questione primaria per la CIC.

L'interesse della CIC riguarda la produzione e il consumo delle immagini, sia contemporanee che storiche, provenienti da contesti locali e internazionali, e i modi in cui esse si riflettono nel presente e lo influenzano. 

A partire dal dicembre 2005, gli uffici, gli studi, la biblioteca, gli spazi espositivi e di produzione della CIC occupano il quarto piano di un edificio degli anni ‘40 nel centro de Il Cairo. Gli spazi sono attrezzati per lo svolgimento di corsi e laboratori. Sono presenti, inoltre, strutture tecniche professionali, sia per il digitale che l'analogico. 
PhotoCairo è un progetto di arti visive su scala internazionale  che si svolge a Il Cairo ogni due anni. Il progetto è stato per la prima volta promosso dalla Townhouse Gallery, nel 2003. 
Quattro sono le edizioni totali, le ultime due curate e promosse dalla CIC. In particolare PhotoCairo 4 è stata curata da Edit Molnar e Aleya Hamza, il precedente direttore del CIC. PhotoCairo 5 sarà curata e organizzata dal CIC nel 2011.

## CIC Photoschool
Dal 2007, la CIC ha formato numerosi fotografi, garantendo elevati standard professionali e un facile accesso alla conoscenza e la pratica fotografica.

La CIC Photoschool organizza corsi per fotogiornalisti professionisti con seminari sul modello World Press Photo, ma anche per principianti che desiderano affinare le loro abilità fotografiche con corsi introduttivi e di livello intermedio riguardo alla ritrattistica, all'illuminazione e all'utilizzo di Adobe Photoshop.

La mission della CIC PhotoSchool non è solo quella di fornire una formazione tecnica, ma anche di coinvolgere gli studenti in una nozione più ampia di pratica artistica, offendo possibilità di carriera, e favorendo lo sviluppo di un dibattito critico sulla cultura visiva.

Tra i servizi offerti ci sono una biblioteca specializzata, un archivio video e una camera oscura professionale, l'unica pubblica in Egitto.

## La camera oscura
La CIC è dotata di una camera oscura accessibile al pubblico. Essa è attrezzata con vassoi, vasche, pellicole, light box, stendini e telai per l'ingrandimento. L'accesso è disponibile sia per professionisti che dilettanti, che vengono super visionati da un istruttore professionista.

## Libreria e archivio video
La CIC possiede una collezione di circa 700 titoli, tra i quali si possono trovare cataloghi di mostre, libri d'artista, monografie, e testi di teoria critica che coprono diversi medium, anche se un'attenzione particolare è rivolta alla fotografia.
Oltre alla biblioteca, è presente un archivio video di artisti e film maker locali e internazionali. 

La CIC è attenta a programmare le proprie attività in stretta connessione con gli spazi dell'archivio e della biblioteca. Per cui le conferenze, i workshop e tutto il resto della programmazione forniscono una possibilità concreta di apprendimento critico. 

Non è ancora disponibile un catalogo on line dei materiali presenti in archivio, ma è nei progetti della CIC costruire un database efficiente e facilmente utilizzabile dai visitatori.

## Programmi di residenza
La CIC organizza un programma di residenze per artisti. L'obiettivo principale è quello di facilitare lo scambio tra artisti locali e internazionali. L'obiettivo è quello di fornire ad artisti e ricercatori culturali un importante stimolo a condurre i loro progetti, acquisire familiarità con la scena culturale locale e mettere in atto strategie specifiche in base al contesto artistico/curatoriale.

Altro obiettivo del CIC è quello di stabilire dei programmi di collaborazione e scambio a lungo termine con altre città e sviluppare una cooperazione con le istituzioni regionali e internazionali che hanno una lunga esperienza di lavoro nell'ambito dell'arte contemporanea.